# БНТ на 60
„БНТ на 60“ е специален проект, посветен на 60-годишнината на Българската национална телевизия. Във формата водещият Драго Драганов (по-късно до спирането на предаването е сменен с Мира Добрева) интервюира лица, свързани с БНТ, като той и гостът преглеждат архива на телевизията, правят паралели между минало и настояще, както и чертаят планове за бъдещето и говорят за минали моменти.
Отдава се на почит и на покойници – те биват припомняни и през архива, и през спомените на гостите.